# نهلا داوود
نهلا عقل داوود( 15 أغسطس -) ممثلة لبنانية

## حياتها
ولدت الممثلة في العاقورة,جبل لبنان. درست التمثيل في معهد الفنون الجميلة وانطلقت إلى عالم المسرح والتلفزيون ،تزوجت من الممثل أليكو حبيب ورزقت منه بابنين لين ولنا

## مشوارها المهني
انطلاقتها كانت عام 1987 في مسرحية «بنت الجبل» مع روميو لحود اسند إليها دور البطولة مع المخرج أنطوان ريمي في مسلسل «فاتن» في الثمانينيات ثم في «رياح الغروب»، «العاصفة تهب مرتين» وغيرهما قدمت بعدها أعمالا في التلفزيون والسينما والدبلجة

## أعمالها

### في التلفزيون
- (2025):نفس
- (2024):نظرة حب  بدور (كارمن)
- (2022):صالون زهرة 2 بدور (ابتسام)
- (2021): شهر 10
- (2021):صالون زهرة بدور (ابتسام)
- (2020): دانتيل بدور (حياة)
- (2019): بردانة أنا بدور
- (2019):بروفا بدور (سحر)
- (2019):ثواني بدور (منى كرم)
- (2018): سكت الورق
- (2018):طريق بدور (مريم)
- (2018):الحب الحقيقي(ج2) بدور (أسمى)
- (2018):ثورة الفلاحين بدور ( فرحة)
- (2017):شوق (ضيفة شرف)
- (2017):الحب الحقيقي بدور (أسمى)
- (2017):الشقيقتان
- (2017):ولاد تسعة
- (2016):سمرا بدور ( هيام)
- (2016): أمير الليل
- (2016):يا ريت
- (2016):جريمة شغف
- (2014):اتهام
- (2013):وأشرقت الشمس بدور (الشيخه ناهيه)
- (2013):سنعود بعد قليل
- (2013):الرؤية الثالثة بدور (ليلى) [8]
- (2011): خيوط في الهواء
- (2009): رياح الثورة
- (2009): شيء من القوة
- (2008): زهرة الخريف
- (2008): جيران
- (2008): ورود ممزقة بدور (ديانا)
- (2008): السجينة
- (2007): للحب وجه آخر
- (2005): غريبة
- (2005):الحل بإيدك
- (2005): الحور العين بدور (عبير)
- (2003):مريانا
- (2003): ابنتي
- (2002): السبيل
- (2001): اسمها لا
- (2001):من أحلى بيوت راس بيروت بدور (سامية)
- (1998): ماريانا بدور (رولا)
- (1997): نساء في العاصفة
- (1995):العاصفة تهب مرتين
- (1987): ريا ح الغروب
- (1985):فاتن

### في السينما
- (2019): ساعة ونص وخمسة
- (2018): مينك إنت بدور (جمانة)
- (2015): السيدة الثانية
- (2013): 24 ساعة حب بدور (كلير)
- (2000): طيف المدينة
- (1985): غريبة بدور (نجوى)

### في المسرح
- (1985):بنت الجبل